# Pasir Penjengakan
Pasir Penjengakan is een bestuurslaag in het regentschap Aceh Tenggara van de provincie Atjeh, Indonesië. Pasir Penjengakan telt 411 inwoners (volkstelling 2010).